# Cazlaus van Krakau
Cazlaus van Krakau of Czasław was tussen 1101 en 1103 onder hertog Wladislaus I Herman van Polen de bisschop van Krakau. Cazlaus is in 1103 door koning Bolesław III van Polen uit zijn ambt gezet en gelijktijdig is alle informatie over deze persoon uit de "Annales deperditi" gewist. Om deze reden is er heel weinig bekend over deze bisschop. Het is mogelijk dat Cazlaus daarvoor als suffragaanbisschop in het aartsbisdom Gniezno gediend heeft.